# Belize City
Belize City (literalment, Ciutat de Belize), és la ciutat més gran de l'estat centreamericà de Belize; la seva població (estimada, a manca de dades oficials), és d'un mínim de 70.000 habitants. Està situada a la boca del Belize River a la costa del Mar Carib. La ciutat és el port principal del país i el seu centre financer i industrial. La ciutat va ser gairebé totalment destruïda el 1961 quan l'Huracà Hattie tocà terra en aquest punt el 31 d'octubre. Va ser la capital de British Honduras (tal com Belize s'anomenava llavors) fins que el govern es traslladà a la nova capital de Belmopan el 1970.

## Història
Ciutat de Belize fou fundada (originalment com a "Belize Town") a mitjans del segle xvii per colons britànics. Havia estat prèviament una petita ciutat Maia anomenada Holzuz. La ciutat de Belize era ideal pels britànics com a port central perquè era tocant al mar i una sortida natural per rius i rierols locals avall dels quals els britànics enviaven palo i caoba. Ciutat de Belize també va esdevenir la llar de milers d'esclaus africans introduïts pels britànics per ajudar en la indústria forestal. Fou el punt de coordinació per a la batalla de St. George's Caye de 1798, en què els britànics venceren una força espanyola invasora, i la seu dels jutjats locals i centres governamentals oficials fins als anys 1970. Per aquesta raó, els historiadors sovint diuen que "la capital era la Colònia", perquè el centre de control britànic era aquí.
Aquest és un sentiment que encara es manté actualment. Tot i que gent com ara Antonio Soberanis, George Price i Evan X Hyde varen intentar treballar per canviar aquesta tendència, i que grups ètnics com els Garifuna i els mestissos han sorgit amb força en altres lloc del país, la gent mira sempre a Ciutat de Belize com a guia.

### Catàstrofes Naturals

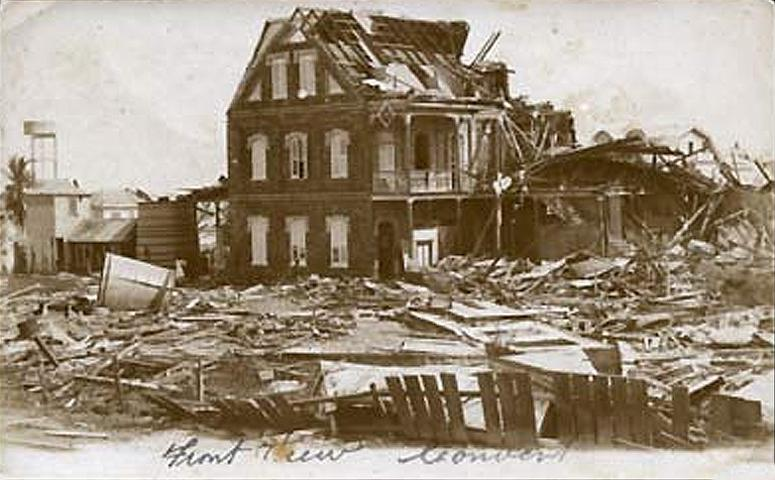
Estralls de l'huracà de 1930.

La Ciutat de Belize lentament ha millorat la seva infraestructura i ha estat l'objecte de nombrosos projectes infraestructurals. No obstant això, molts dels carrers construïts des de l'època colonial són encara petits i congestionats, una majoria de cases són encara susceptibles d'incendiar-se i rebre danys en cas d'huracans, i la ciutat sempre està a l'espera de noves calamitats.
La Ciutat de Belize ha estat devastada per dos huracans des de 1900, un el 1931 i l'altre l'huracà Hattie, el 1961, i a més, diverses àrees de la ciutat s'han cremat; per exemple, el 1999 un incendi a Albert Street va cremar Mikado's, un altre el 2004 va cremar l'edifici Paslow. La ciutat també ha estat colpida durament per l'Huracà Richard, el 2010.
També hi ha hagut incendis tant a Northside com a Southside que han cremat grans grups d'habitatges, però el Departament d'Incendis n'ha pogut apagar la majoria. La ciutat és també susceptible de patir inundacions en l'estació de les pluges.

## Localització i geografia

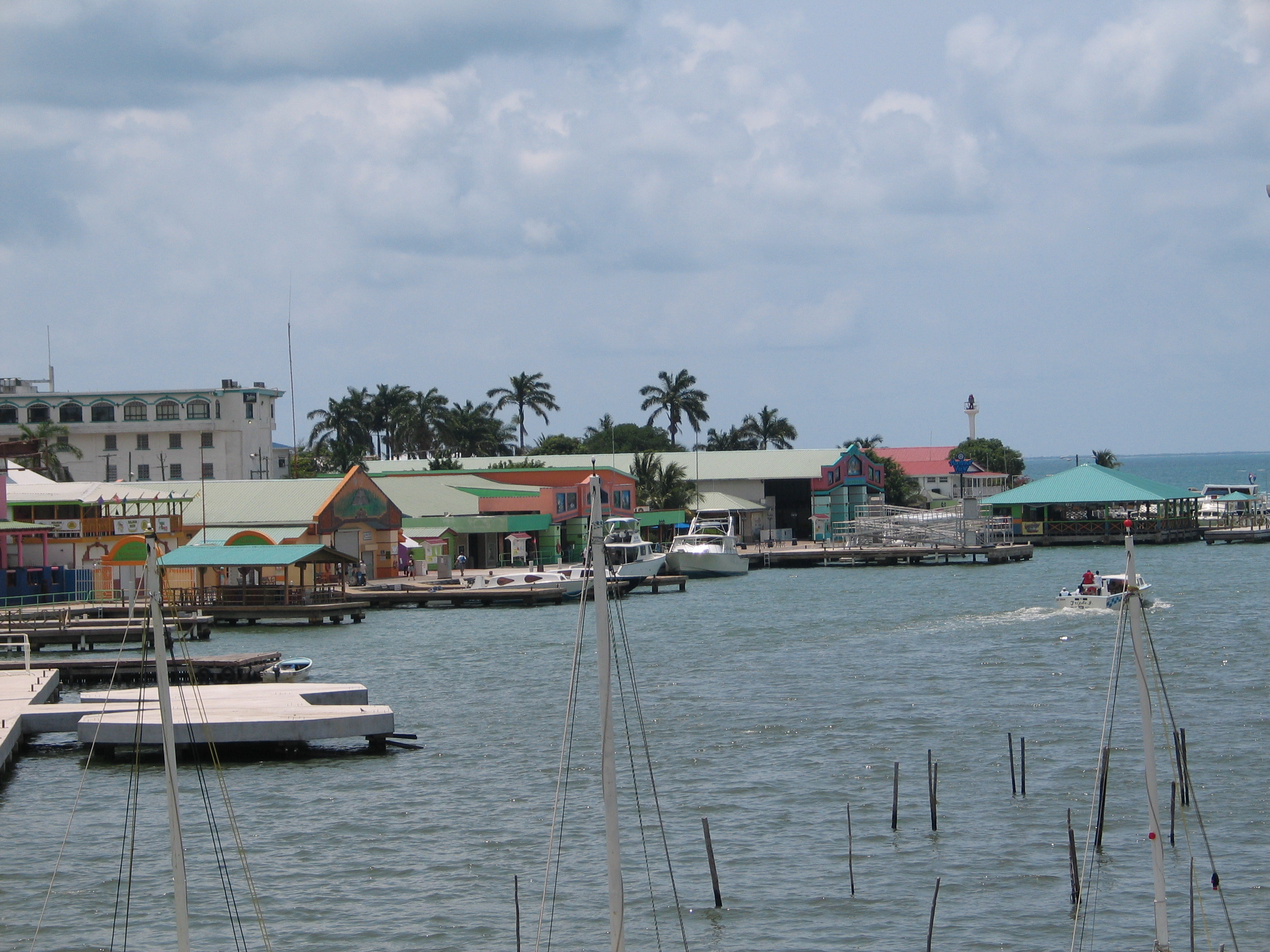
Litoral de Belize.

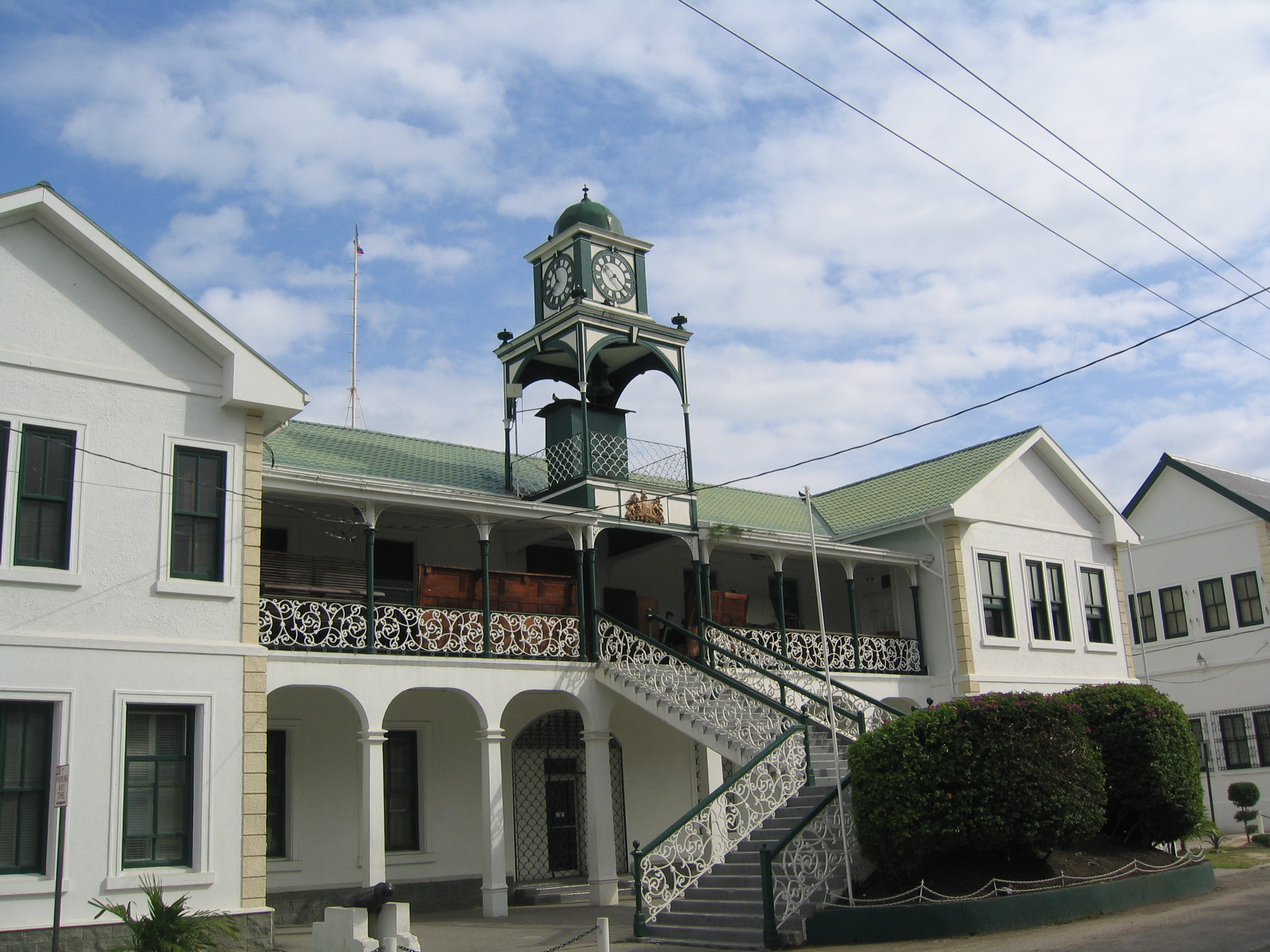
Edifici dels Jutjats de Belize City

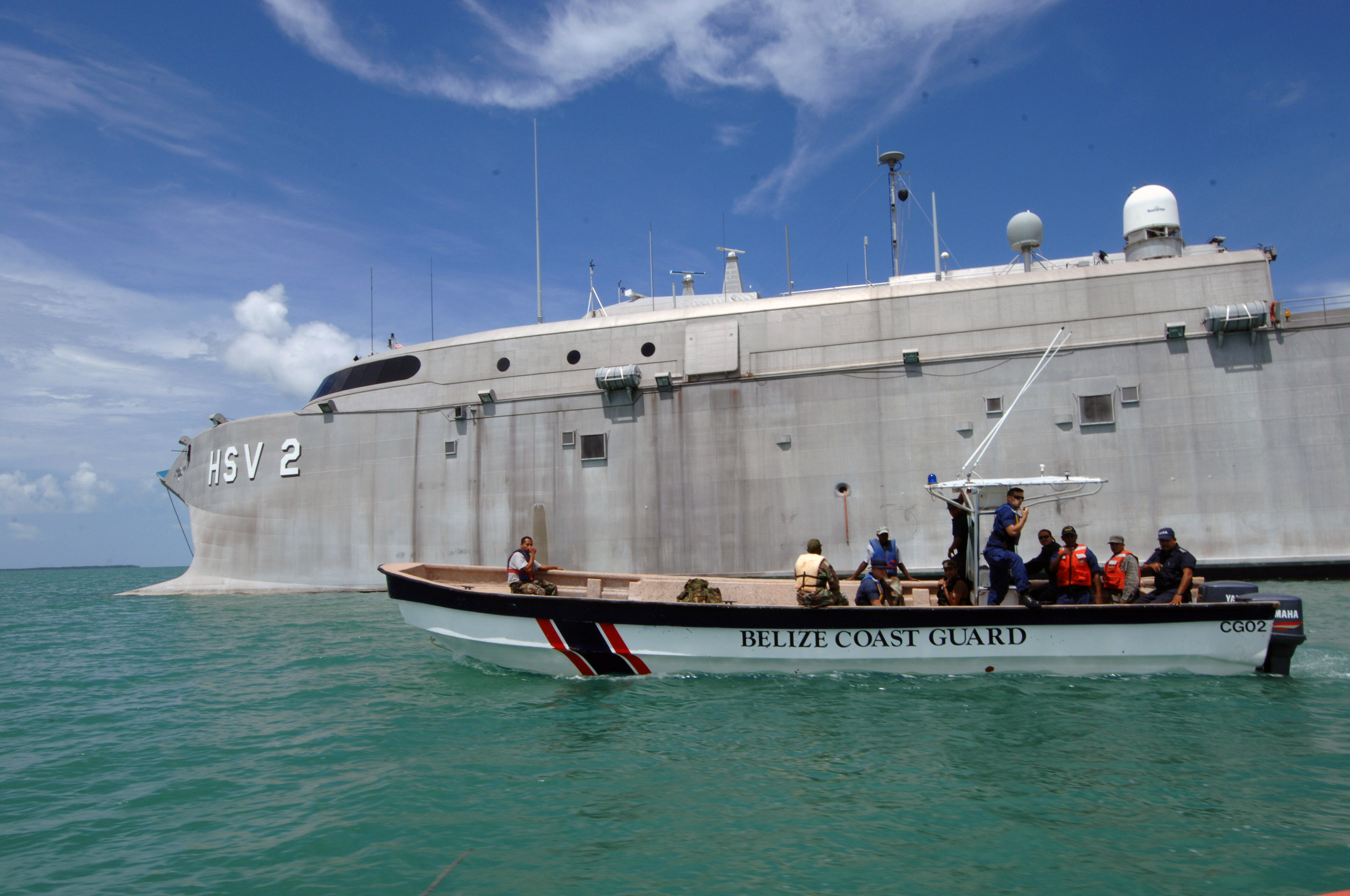
Guardacostes de Belize

Belize City s'estén des de la Milla 6 de la Western Highway (l'Autopista Occidental) i la Milla 5 a la Northern Highway (l'Autopista del Nord), fins al Pont sobre el Haulover o Haulover Bridge.
La ciutat se sol dividir en dues zones: el costat nord o Northside, delimitat pel rierol de Haulover o Haulever Creek i que arriba cap a l'est fins a la zona de Fort George, i el costat sud o Southside, que s'estén cap als afores de la ciutat i la zona portuària i inclou el centre urbà. Políticament, la ciutat es divideix en deu circumscripcions.
Freetown és la circumscripció de Northside situada més a l'oest, i hi ha els suburbis de Belama, Coral Grove, Buttonwood Bay i Vista Del Mar. La ciutat s'estén per aquí al voltant de la zona de l'antic Belize Technical College.
Caribbean Shores inclou King's Park, un petit suburbi al nord i oest de Freetown Road, West Landivar, on es troben dos dels tres campus de la Universitat de Belize, i la zona residencial de University Heights.
Pickstock s'estén des de les ribes del rierol Haulover fins a Barrack Road. La Catedral de Saint John s'erigeix damunt una cuidada gespa al final de la banda sud d'Albert Street. Aquesta és l'església anglicana més antiga de l'Amèrica Central, i un dels edificis més vells de Belize. Els maons carbassa varen arribar a Belize a bord de vaixells britànics, com a llast. La construcció es va iniciar el 1812, i fou completada el 1820. Saint John és l'única catedral anglicana al món fora d'Anglaterra on hi ha tingut lloc una coronació reial.
La zona de Fort George és la tal vegada la més colonial de la ciutat i hi ha el Memorial Park, la tomba del baró Bliss, Bliss Lighthouse, i el Museu de Belize.
Al costat sud o Southside, Lake Independence, Collet i Port Loyola són els barris de les classes més baixes, on són habituals els habitatges insegurs o en males condicions. Al costat est del bulevard Central American hi ha Mesopotamia, Queen's Square i Abert, que són lleugerament millors. A Albert s'hi troben els carrers cèntrics d'Albert i Regent Street.

### Ponts i altres infraestructures

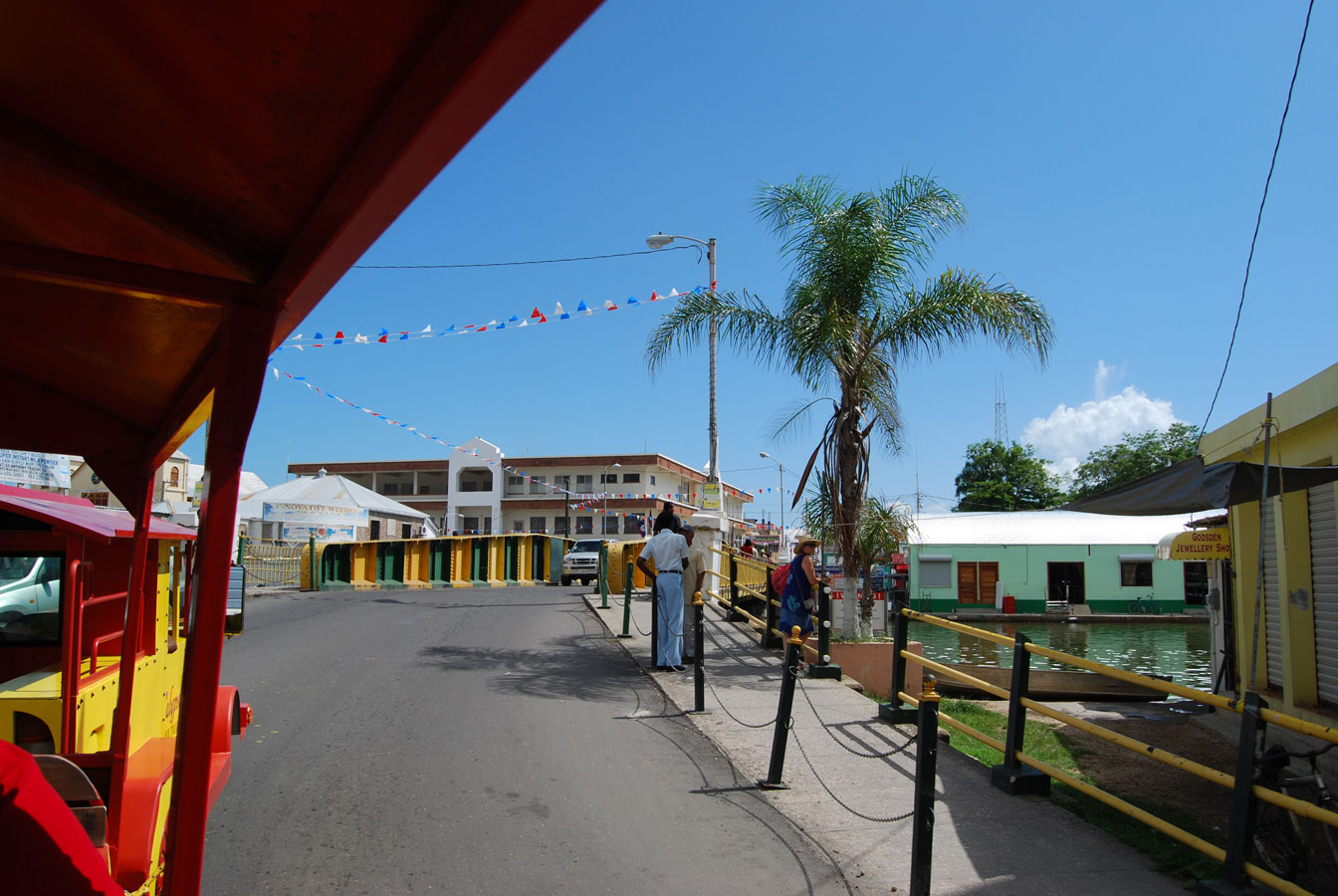
El Swing Bridge de Belize City és l'únic pont operat manualment en funcionament que encara existeix en tot el món
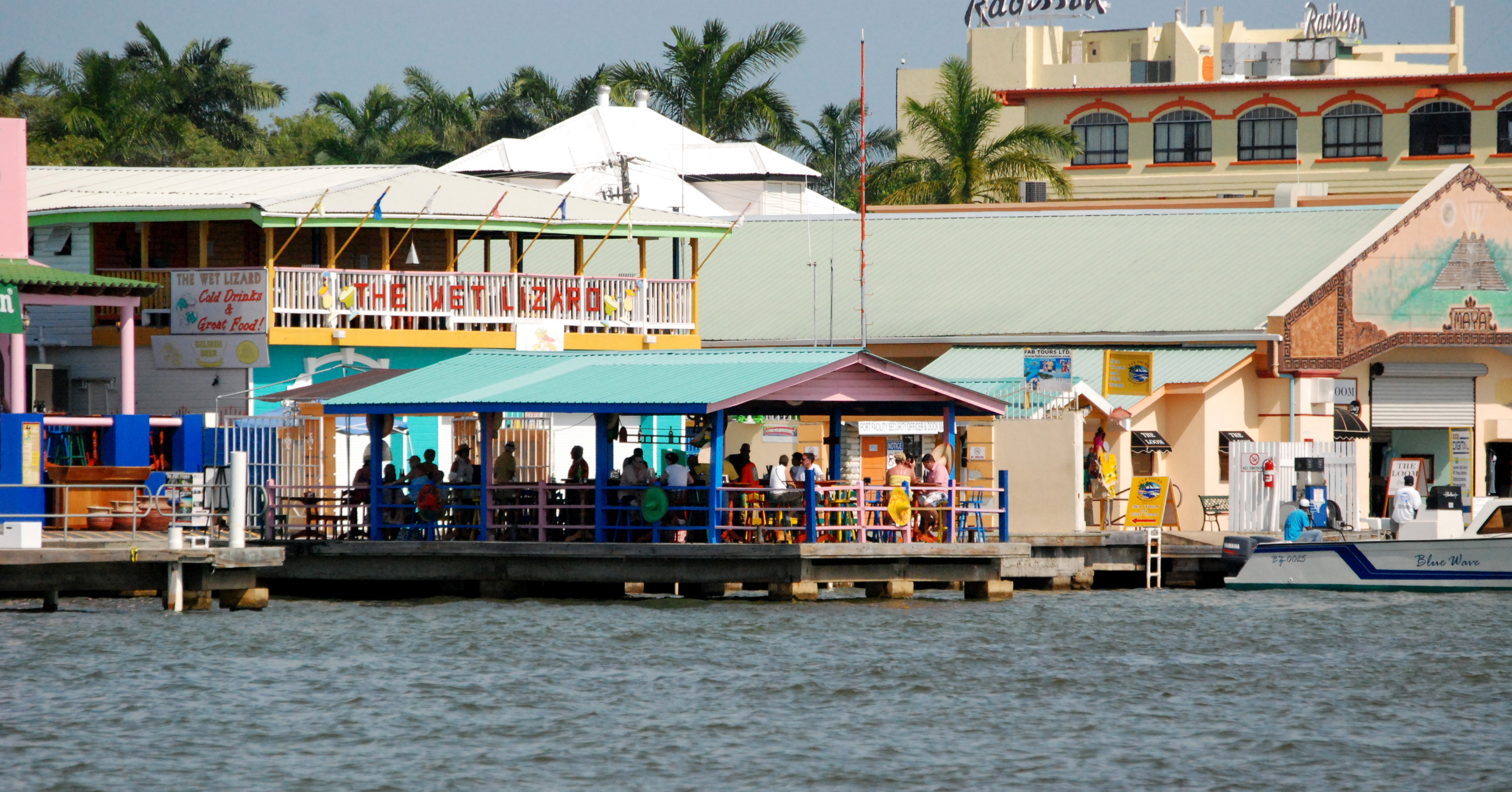
Port turístic a Fort Street
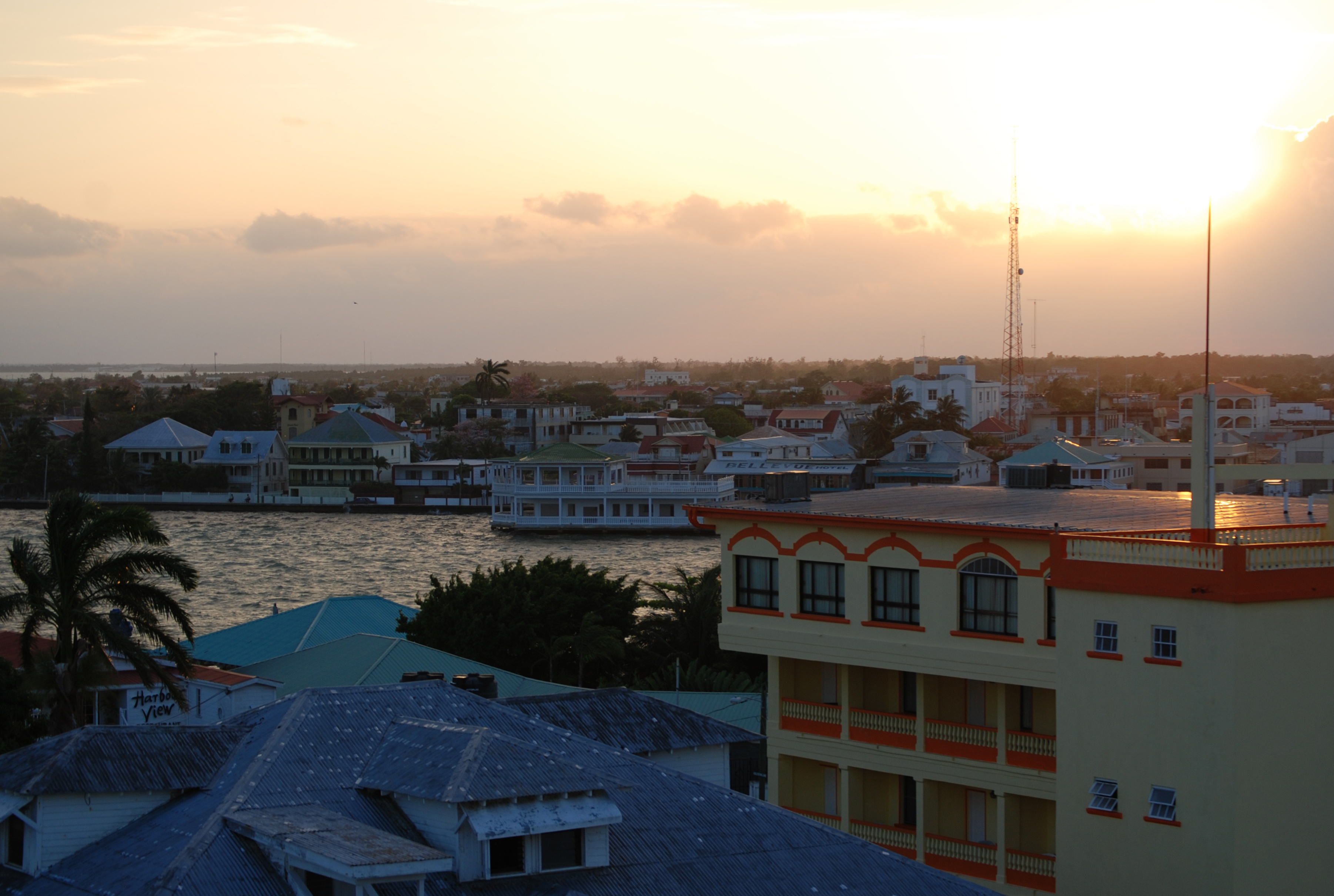
Aeri de Belize City
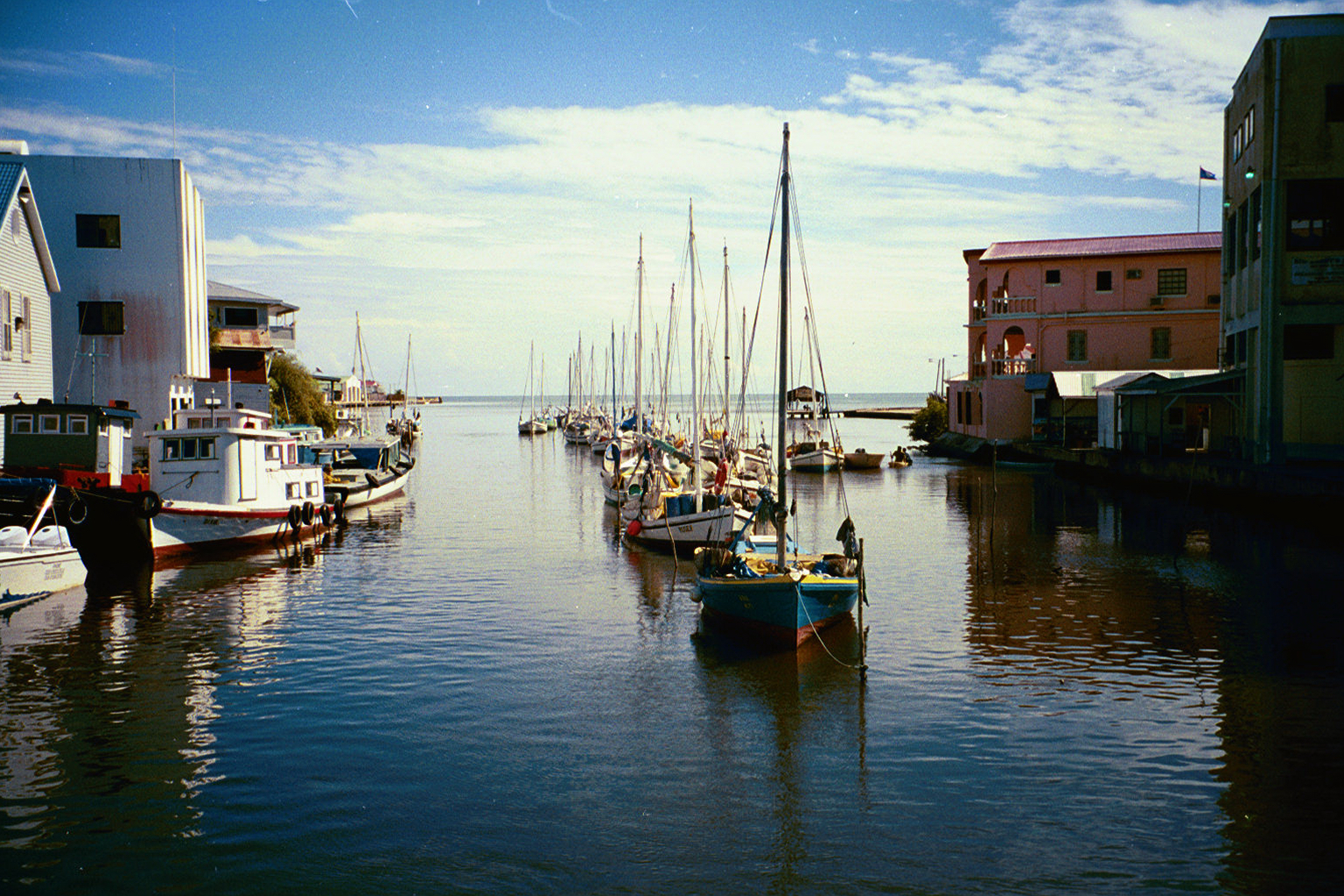
Moll de Belize City vist des del Swing Bridge.
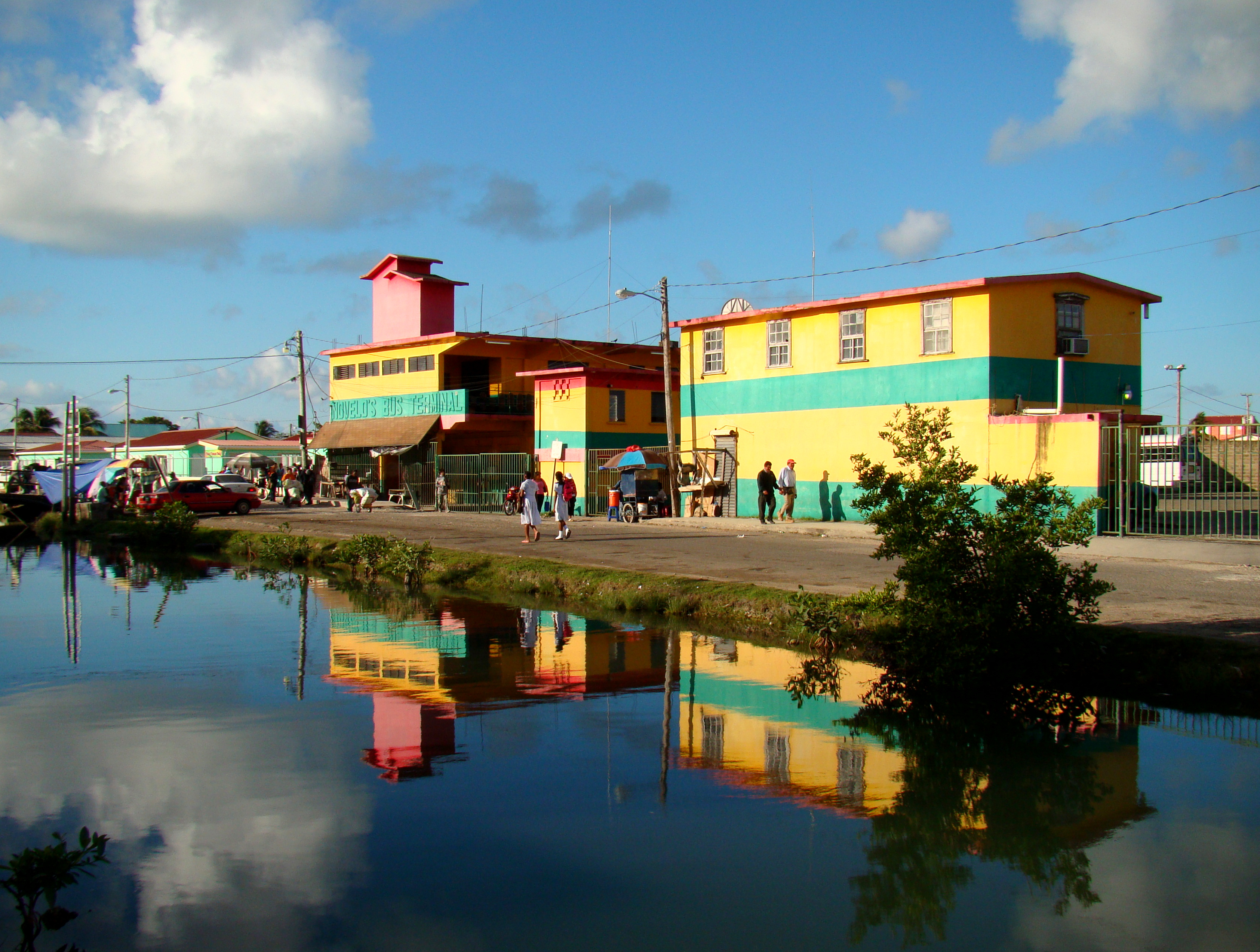
La Novelo's Bus Terminal de Belize City

Les divisions de la ciutat estan connectades per tres ponts: el Swing Bridge, situat a Market Square i North Front Street; el Belchina Bascule Bridge al Carrer Douglas Jones i la cruïlla de outh for the Future Drive, i el Belcan Bridge que connecta Central American Boulevard i la Rotonda que condueix a l'Autopista del Nord i Caribbean Shores. Hi ha també nombrosos ponts més petits que connecten carrers individuals.
Els tres canals principals que discorren per la Ciutat de Belize, són Haulover Creek, Burdon Canal i Collet Canal. Tots ells corren a través del Southside.

### Aeroports
Dona servei a la ciutat l'Aeroport Internacional Philip S. W. Goldson, que està situat en Ladyville, al nord-oest de Ciutat de Belize, i per l'Aeroport Municipal de Ciutat de Belize, situat dins de la mateixa ciutat.

## Clima
Ciutat de Belize té un clima de monsó tropical, amb condicions càlides i humides durant tot el curs de l'any. La ciutat té una estació humida llarga que va de maig a gener i una estació seca curta els tres mesos restants. Tanmateix com és la característica d'unes quantes ciutats amb climes de monsó tropicals, Ciutat de Belize pateix una mica de precipitació durant la seva estació seca. El març és el mes més sec de la Ciutat de Belize amb només 38 mm de precipitació observada, un mes una mica inusual per a una ciutat amb aquest tipus de clima. Típicament el mes més sec per a una ciutat amb un clima de monsó tropical és el mes després del solstici d'hivern, que a Ciutat de Belize seria gener. Les temperatures mensuals mitjanes romanen relativament constants durant el curs de l'any, i varien en un marge de 23 °C a 28 °C.
| Paràmetres climàtics mitjans de Belize City | Paràmetres climàtics mitjans de Belize City | Paràmetres climàtics mitjans de Belize City | Paràmetres climàtics mitjans de Belize City | Paràmetres climàtics mitjans de Belize City | Paràmetres climàtics mitjans de Belize City | Paràmetres climàtics mitjans de Belize City | Paràmetres climàtics mitjans de Belize City | Paràmetres climàtics mitjans de Belize City | Paràmetres climàtics mitjans de Belize City | Paràmetres climàtics mitjans de Belize City | Paràmetres climàtics mitjans de Belize City | Paràmetres climàtics mitjans de Belize City | Paràmetres climàtics mitjans de Belize City |
| Mes                                         | Gen.                                        | Feb.                                        | Mar.                                        | Abr.                                        | Mai.                                        | Jun.                                        | Jul.                                        | Ago.                                        | Set.                                        | Oct.                                        | Nov.                                        | Des.                                        | Anual                                       |
| ------------------------------------------- | ------------------------------------------- | ------------------------------------------- | ------------------------------------------- | ------------------------------------------- | ------------------------------------------- | ------------------------------------------- | ------------------------------------------- | ------------------------------------------- | ------------------------------------------- | ------------------------------------------- | ------------------------------------------- | ------------------------------------------- | ------------------------------------------- |
| Temperatura diària màxima °C (°F)           | 27 (80,6)                                   | 28 (82,4)                                   | 29 (84,2)                                   | 30 (86)                                     | 31 (87,8)                                   | 31 (87,8)                                   | 31 (87,8)                                   | 31 (87,8)                                   | 31 (87,8)                                   | 30 (86)                                     | 28 (82,4)                                   | 27 (80,6)                                   | 31 (87,8)                                   |
| Temperatura diària mínima °C (°F)           | 19 (66,2)                                   | 21 (69,8)                                   | 22 (71,6)                                   | 23 (73,4)                                   | 24 (75,2)                                   | 24 (75,2)                                   | 24 (75,2)                                   | 24 (75,2)                                   | 23 (73,4)                                   | 22 (71,6)                                   | 20 (68)                                     | 20 (68)                                     | 19 (66,2)                                   |
| Precipitació total mm (polzades)            | 137 (5,4)                                   | 61 (2,4)                                    | 38 (1,5)                                    | 56 (2,2)                                    | 109 (4,3)                                   | 196 (7,7)                                   | 163 (6,4)                                   | 170 (6,7)                                   | 244 (9,6)                                   | 305 (12)                                    | 226 (8,9)                                   | 185 (7,3)                                   | 1.890 (74,4)                                |
| Font: BBC Weather Agost 2010                |                                             |                                             |                                             |                                             |                                             |                                             |                                             |                                             |                                             |                                             |                                             |                                             |                                             |

## Centres d'ensenyament

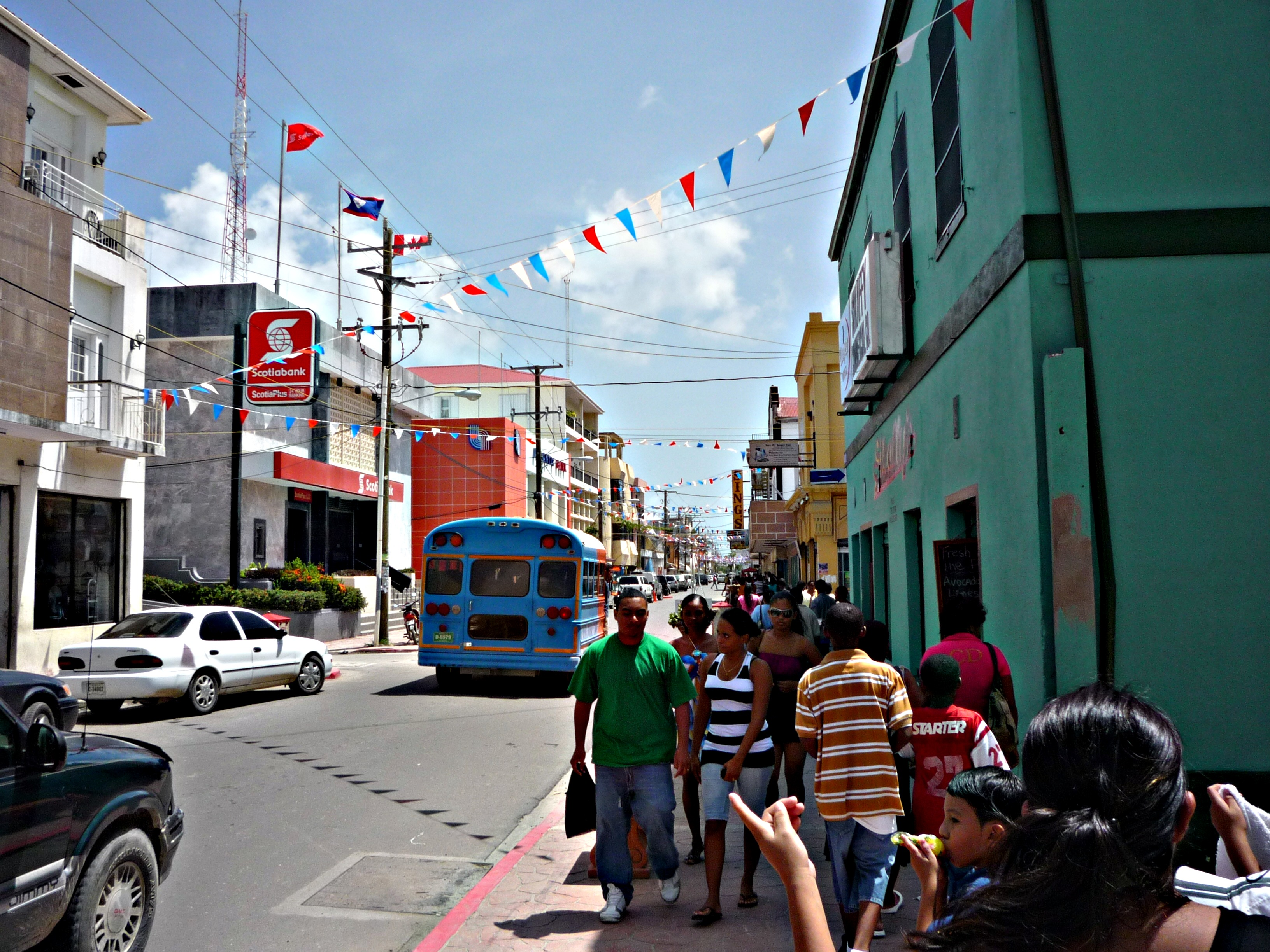
Albert Street

Ciutat de Belize és el lloc on hi ha més centres d'ensenyament de tots els nivells a l'estat de Belize. La majoria d'escoles són mixtes, amb l'excepció de tres, totes al Northside: Col·legi de Saint John's (nois), l'Acadèmia de Saint Catherine (noies) i Institut Pallotti (noies).
Hi ha 3 escoles privades diferents a Ciutat de Belize. La Belize Elementary School, que és una escola primària, la Belize High School, que està situada al Campus Obert Uwi a Princess Margret Drive, i la Hummingbird Elementary School.

## Cultura
Els esdeveniments culturals a Ciutat de Belize són similars als d'altres ciutats capitals caribenyes com St. George, Grenada o Georgetown (Guyana). Els esdeveniments culturals més notables inclouen el 'Garifuna Settlement Day (19 de novembre), el Carnaval de Ciutat (el setembre), i el dia del Baró Bliss (9 de març).

## Govern

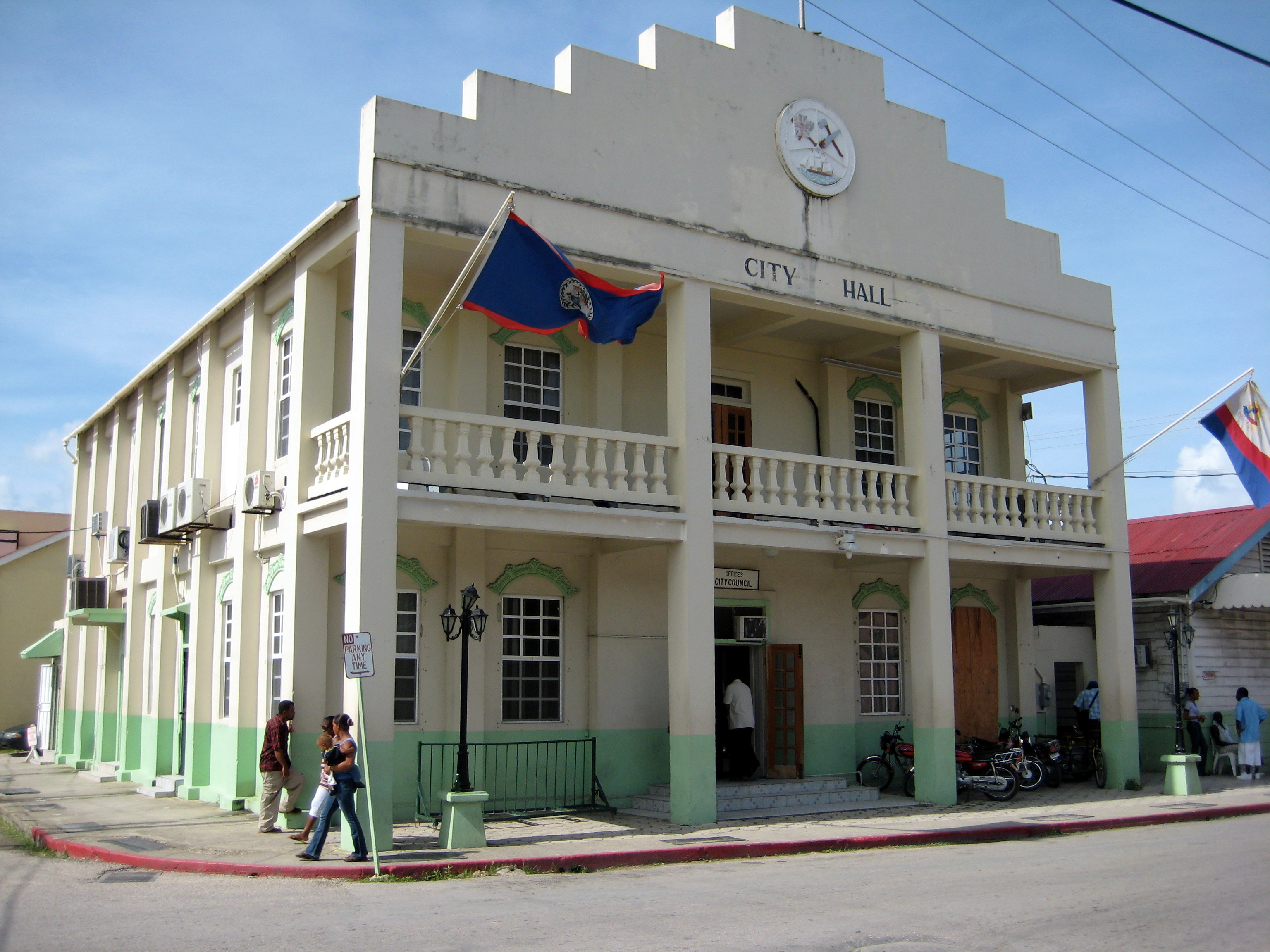
Ajuntament de Belize.

Ciutat de Belize és governada per un consell d'alcaldes. L'Ajuntament de Belize es compon de 10 consellers (generalment reflectint les deu circumscripcions localitzades a la ciutat, i d'un alcalde, tots elegits en eleccions municipals celebrades el març de cada tres anys.
Després de les eleccions municipals més recents el 2009, l'Alcalde actual és Zenaida Moya del Partit Democràtic Unit, és la primera alcaldessa femenina de Ciutat de Belize.

## Desenvolupament rural i urbà
El 2010, la població total a la banda nord de Ciutat de Belize era de 16.116 persones; 7.620 homes i 8.496 dones, repartits en 5.078 cases, amb una mitjana de 3,2 habitants per llar.
A la banda sud, la població era de 37.416 habitants; 18.266 homes i 19.150 dones, en 11.078 cases, per una mitgana de 3,4 habitants per llar.

## Belize City al cinema
La Ciutat de Belize ha aparegut a dues pel·lícules: The Dogs of War (1980), protagonitzada per Christopher Walken i La costa de 'los Mosquitos' (1986), protagonitzada per Harrison Ford.

## Ciutats agermanades
- Ann Arbor, Estats Units
- Kaohsiung, Taiwan